# 7. oklepna divizija (Združeno kraljestvo)
7. oklepna divizija (angleško 7. Armoured Division) je britanska elitna oklepna divizija.

## Organizacija
Organizacija med drugo svetovno vojno
Trenutna formacija
- 7. oklepna brigada »Puščavske podgane«
Kraljevska garda škotskih dragoncev
Kraljičini kraljevski irski huzarji
1. bataljon Kraljičine garde dragoncev
1. bataljon Staffordshirskega polka
40. polk korpusne artilerije
10. baterija zračne obrambe Kraljevske artilerije
21. inženirski polk
207. četa zvez
654. eskadrilja Letalskega korpusa KOV
- 4. oklepna brigada
14./20. kraljevi huzarji
3. bataljon Kraljevskega polka mušketirjev
1. kraljevski škotski bataljon
2. polk korpusne artilerije
46. baterija zračne obrambe Kraljevske artilerije
23. inženirski polk
204. četa zvez
659. eskadrilja Letalskega korpusa KOV
- Divizijske enote
16./5. kraljičini kraljevski suličarji
32. polk armadne artilerije
39. polk armadne artilerije
26. polk korpusne artilerije
12. polk zračne obrambe
32. oklepni inženirski polk
1. oklepni transportni polk
4. oklepni transportni polk
1. oklepna poljska bolnišnica
5. oklepna poljska bolnišnica
3. artilerijsko-tehnični bataljon
7. oklepna delavnica
11. oklepna delavnica
4. polk Letalskega korpusa KOV

## Operacije
- Operacija Puščavska nevihta (Kuvajt, 1991)